# Miss Peach
Miss Peach fue una tira de prensa sindicada creada por el historietista estadounidense Mell Lazarus. Duró 45 años, desde el 4 de febrero de 1957 hasta el 8 de septiembre de 2002. 

## Trayectoria editorial
La tira surgió a raíz de un concurso de busca de nuevos talentos de tiras de prensa convocado por United Features Syndicate. Lazarus recordaba, "Eché un vistazo a los diarios, y no había nada sobre colegios, así que inventé Miss Peach. Aunque no ganó el concurso de United Features, Miss Peach fue lanzada en el New York Herald Tribune y con el tiempo publicada internacionalmente en 300 periódicos. 
Las tiras diarias a menudo constaban a menudo de una única viñeta. Su formato era del de "gag-a-day" (un chiste diario). Su dibujo era muy estilizado: los niños aparecían con cuerpos pequeños y cabezas grandes con caras de lenguado (ambos ojos en el mismo lado de la nariz).
El historiador del cómic Don Markstein afirmó:
Sus personajes Arthur, Ira, Marcia y algunos más, se mostraban más sarcásticos y estaban más al día que las representaciones infantiles propias de los años cincuenta. Otro personaje recurrente era Miss Crystal, que todavía enseñaba en Kelly School con ochenta años. La tira fue un éxito desde sus inicios, y rápidamente empezó a contar con reimpresiones en rústica. Hubo también un par de comic books. Dell sacó un número en 1963, escrito y dibujado no por Lazarus, sin por Jack Mendelsohn (Jackys Diary). Seis años después, Lazarus realizó un especial en comic book, Miss Peach Tells You How to Grow. Lazarus, un convencido defensor de los derechos de los creadores, pasó posteriormente del Herald-Tribune al Creators Syndicate (Baby Blues, Crankshaft).
El episodio del 29 de noviembre de 1963 no se distribuyó de forma sindicada porque uno de los personajes fantaseaba con la idea de salvar la vida del Presidente de los Estados Unidos justo una semana después del asesinato de John F. Kennedy. Realmente los autores de tiras las tenían preparadas semanas antes de su publicación. Se publicó también en algunas revistas de cómic europeas, como la española "Zeppelin" (1973).
A partir de 1982 se produjeron varias películas para televisión basadas en la tira: Miss Peach of the Kelly School presentaba a un actor real haciendo el papel de Miss Peach y a marionetas en lugar de los niños (dando voz a algunos Martin Short). Solían programarse en vacaciones, sobre todo en los días de Acción de Gracias y de San Valentín. Apareció también en el tebeo "JAuJA" (1982-1983).
Durante los años 90, se cambió su título al más moderno de Ms. Peach. Por razones de salud, Lazarus dejó de dibujarla en agosto de 2002; la última apareció el 8 de septiembre. Su otra tira, Momma, todavía continua.

## Argumento y personajes
La tira transcurre en Kelly School, denominada así en honor de Walt Kelly, autor de Pogo. En verano, la acción se trasladaba a un campamento de verano, Kamp Kelly. 
- Ms. Peach, la profesora principal, dulce y de naturaleza buena, querida por sus estudiantes, aunque puede ser firme.
- Ms. Crystal, la octogenaria profesora de la guardería. Algunas veces le pide a Francine que vigile a sus jóvenes alumnos.
- Mr. J. W. Grimmis, el director, pedante y un tanto gruñón.
- Mr. Musselman, el profesor de gimnasia.
- Los estudiantes de Miss Peach: Marcia Mason, Ira Brom, Arthur Strimm, Francine, Freddy Foster, Lester Larson, Linda, Walter, Stuart y Sheila

En 1964, Lazarus comentó, "Los personajes de Miss Peach realmente no toman como modelos personas reales, salvo quizás Lester, el niño flaco de la tira. Seguramente el más querido es Arthur, el atontado."